# Campionati svizzeri di sci alpino 2023
I Campionati svizzeri di sci alpino 2023 si sono svolti a Davos, Saint-Luc e Verbier dal 25 marzo al 12 aprile; il programma includeva gare di discesa libera, supergigante, slalom gigante, slalom speciale e combinata, sia maschili sia femminili, ma le combinate sono state annullate. 
Oltre agli sciatori svizzeri, hanno potuto concorrere al titolo anche gli sciatori di nazionalità liechtensteinese, mentre gli atleti delle altre federazioni, pur prendendo parte alle competizioni, potevano ottenere solo prestazioni valide ai fini del punteggio FIS.

## Risultati

### Uomini

#### Discesa libera
| Pos. | Atleta           | Nazione       | Tempo   |
| ---- | ---------------- | ------------- | ------- |
| 1    | Justin Murisier  | Svizzera      | 1:12,56 |
| 2    | Arnaud Boisset   | Svizzera      | 1:13,41 |
| 3    | Gaël Zulauf      | Svizzera      | 1:13,71 |
| 4    | Lenz Hächler     | Svizzera      | 1:13,86 |
| 5    | Samuel Bleisch   | Svizzera      | 1:14,07 |
| 6    | Marco Pfiffner   | Liechtenstein | 1:14,07 |
| 7    | Gino Caviezel    | Svizzera      | 1:14,11 |
| 8    | Niels Hintermann | Svizzera      | 1:14,45 |
| 9    | Josua Mettler    | Svizzera      | 1:14,49 |
| 10   | Gabin Janet      | Svizzera      | 1:14,56 |

Data: 29 marzo

Località: Verbier

#### Supergigante
| Pos. | Atleta            | Nazione       | Tempo   |
| ---- | ----------------- | ------------- | ------- |
| 1    | Denis Corthay     | Svizzera      | 1:06,21 |
| 2    | Stefan Rogentin   | Svizzera      | 1:06,23 |
| 3    | Franjo von Allmen | Svizzera      | 1:06,43 |
| 4    | Marco Pfiffner    | Liechtenstein | 1:06,45 |
| 5    | Josua Mettler     | Svizzera      | 1:06,53 |
| 6    | Marco Kohler      | Svizzera      | 1:06,55 |
| 7    | Gaël Zulauf       | Svizzera      | 1:06,65 |
| 8    | Lars Rösti        | Svizzera      | 1:06,81 |
| 9    | Fabian Spring     | Svizzera      | 1:06,84 |
| 10   | Andri Moser       | Svizzera      | 1:06,95 |

Data: 30 marzo

Località: Verbier

#### Slalom gigante
| Pos. | Atleta            | Nazione  | Tempo   |
| ---- | ----------------- | -------- | ------- |
| 1    | Marco Odermatt    | Svizzera | 1:29,30 |
| 2    | Thomas Tumler     | Svizzera | 1:29,38 |
| 3    | Lenz Hächler      | Svizzera | 1:30,60 |
| 4    | Marco Fischbacher | Svizzera | 1:30,62 |
| 5    | Semyel Bissig     | Svizzera | 1:30,73 |
| 6    | Josua Mettler     | Svizzera | 1:31,07 |
| 7    | Tanguy Nef        | Svizzera | 1:31,13 |
| 8    | Fadri Janutin     | Svizzera | 1:31,24 |
| 9    | Justin Murisier   | Svizzera | 1:31,24 |
| 10   | Dominic Ott       | Svizzera | 1:31,29 |

Data: 25 marzo

Località: Verbier

#### Slalom speciale
| Pos. | Atleta            | Nazione  | Tempo   |
| ---- | ----------------- | -------- | ------- |
| 1    | Lenz Hächler      | Svizzera | 1:30,11 |
| 2    | Sandro Simonet    | Svizzera | 1:30,13 |
| 3    | Luc Herrmann      | Svizzera | 1:30,25 |
| 4    | Federico Toscano  | Svizzera | 1:30,96 |
| 5    | Florian Vogt      | Svizzera | 1:31,09 |
| 6    | Noel von Grünigen | Svizzera | 1:31,16 |
| 7    | Nick Spörri       | Svizzera | 1:31,19 |
| 8    | Emric Corthay     | Svizzera | 1:31,28 |
| 9    | Reto Mächler      | Svizzera | 1:31,28 |
| 10   | Aurelio Wyrsch    | Svizzera | 1:31,42 |

Data: 12 aprile

Località: Saint-Luc

#### Combinata
La gara, in programma il 31 marzo a Verbier, è stata annullata.

### Donne

#### Discesa libera
| Pos. | Atleta                | Nazione  | Tempo   |
| ---- | --------------------- | -------- | ------- |
| 1    | Delia Durrer          | Svizzera | 1:15,22 |
| 2    | Stephanie Jenal       | Svizzera | 1:15,80 |
| 3    | Juliana Suter         | Svizzera | 1:16,17 |
| 4    | Nathalie Gröbli       | Svizzera | 1:16,89 |
| 5    | Janine Schmitt        | Svizzera | 1:16,88 |
| 6    | Stefanie Grob         | Svizzera | 1:16,89 |
| 7    | Stefanie Fleckenstein | Canada   | 1:17,14 |
| 8    | Janine Mächler        | Svizzera | 1:17,48 |
| 9    | Delphine Darbellay    | Svizzera | 1:17,53 |
| 10   | Leandra Zehnder       | Svizzera | 1:17,67 |

Data: 29 marzo

Località: Verbier

#### Supergigante
| Pos. | Atleta                | Nazione  | Tempo   |
| ---- | --------------------- | -------- | ------- |
| 1    | Delia Durrer          | Svizzera | 1:08,15 |
| 2    | Stephanie Jenal       | Svizzera | 1:08,23 |
| 3    | Juliana Suter         | Svizzera | 1:08,91 |
| 4    | Stefanie Fleckenstein | Canada   | 1:09,23 |
| 5    | Stefanie Grob         | Svizzera | 1:09,32 |
| 6    | Nathalie Gröbli       | Svizzera | 1:09,37 |
| 7    | Isabella Pedrazzi     | Svizzera | 1:09,42 |
| 8    | Malorie Blanc         | Svizzera | 1:09,61 |
| 9    | Nora Guggisberg       | Svizzera | 1:09,67 |
| 10   | Laura Hubert          | Svizzera | 1:09,77 |

Data: 30 marzo

Località: Verbier

#### Slalom gigante
| Pos. | Atleta             | Nazione  | Tempo   |
| ---- | ------------------ | -------- | ------- |
| 1    | Lisa Hörhager      | Austria  | 2:15,98 |
| 2    | Delphine Darbellay | Svizzera | 2:16,88 |
| 2    | Michaela Heider    | Austria  | 2:16,88 |
| 4    | Stefanie Grob      | Svizzera | 2:16,94 |
| 5    | Lara Baumann       | Svizzera | 2:17,40 |
| 6    | Janine Schmitt     | Svizzera | 2:17,49 |
| 7    | Andrea Ellenberger | Svizzera | 2:17,67 |
| 8    | Priska Nufer       | Svizzera | 2:17,83 |
| 9    | Aline Höpli        | Svizzera | 2:17,94 |
| 10   | Laura Huber        | Austria  | 2:17,96 |

Data: 12 aprile

Località: Davos

#### Slalom speciale
| Pos. | Atleta           | Nazione  | Tempo   |
| ---- | ---------------- | -------- | ------- |
| 1    | Anuk Brändli     | Svizzera | 1:39,71 |
| 2    | Nicole Good      | Svizzera | 1:40,26 |
| 3    | Wendy Holdener   | Svizzera | 1:40,34 |
| 4    | Mélanie Meillard | Svizzera | 1:40,60 |
| 5    | Elena Stoffel    | Svizzera | 1:41,53 |
| 6    | Elyssa Kuster    | Svizzera | 1:41,90 |
| 7    | Anja Christen    | Svizzera | 1:42,59 |
| 8    | Janine Schmitt   | Svizzera | 1:43,01 |
| 9    | Annie Farquet    | Svizzera | 1:43,22 |
| 10   | Anina Zurbriggen | Svizzera | 1:44,48 |

Data: 25 marzo

Località: Verbier

#### Combinata
La gara, in programma il 31 marzo a Verbier, è stata annullata.